# Río Olivares
Río Olivares är ett vattendrag i Chile.   Det ligger i regionen Región Metropolitana de Santiago, i den södra delen av landet, 50 km öster om huvudstaden Santiago de Chile.
Omgivningen kring Río Olivares är ofruktbar med liten eller ingen växtlighet. Området är mycket glesbefolkat, med 2 invånare per kvadratkilometer.